# Sørkjosen
Sørkjosen (ou Reaššegeahči en Sami ou Rässikäinen en Kvène ) est une localité du comté de Troms, en Norvège.

## Géographie
Administrativement, Sørkjosen fait partie de la kommune de Nordreisa.
La ville est située en bordure du Reisafjorden.

## Transports
La route européenne 6 traverse  Sørkjosen
Sørkjosen possède un aérodrome et un port donnant sur le Reisafjord .

## Patrimoine
Sørkjosen abrite plusieurs bâtiments historiques préservés qui font partie du musée Nord-Troms. 

## Quelques vues de Sørkjosen

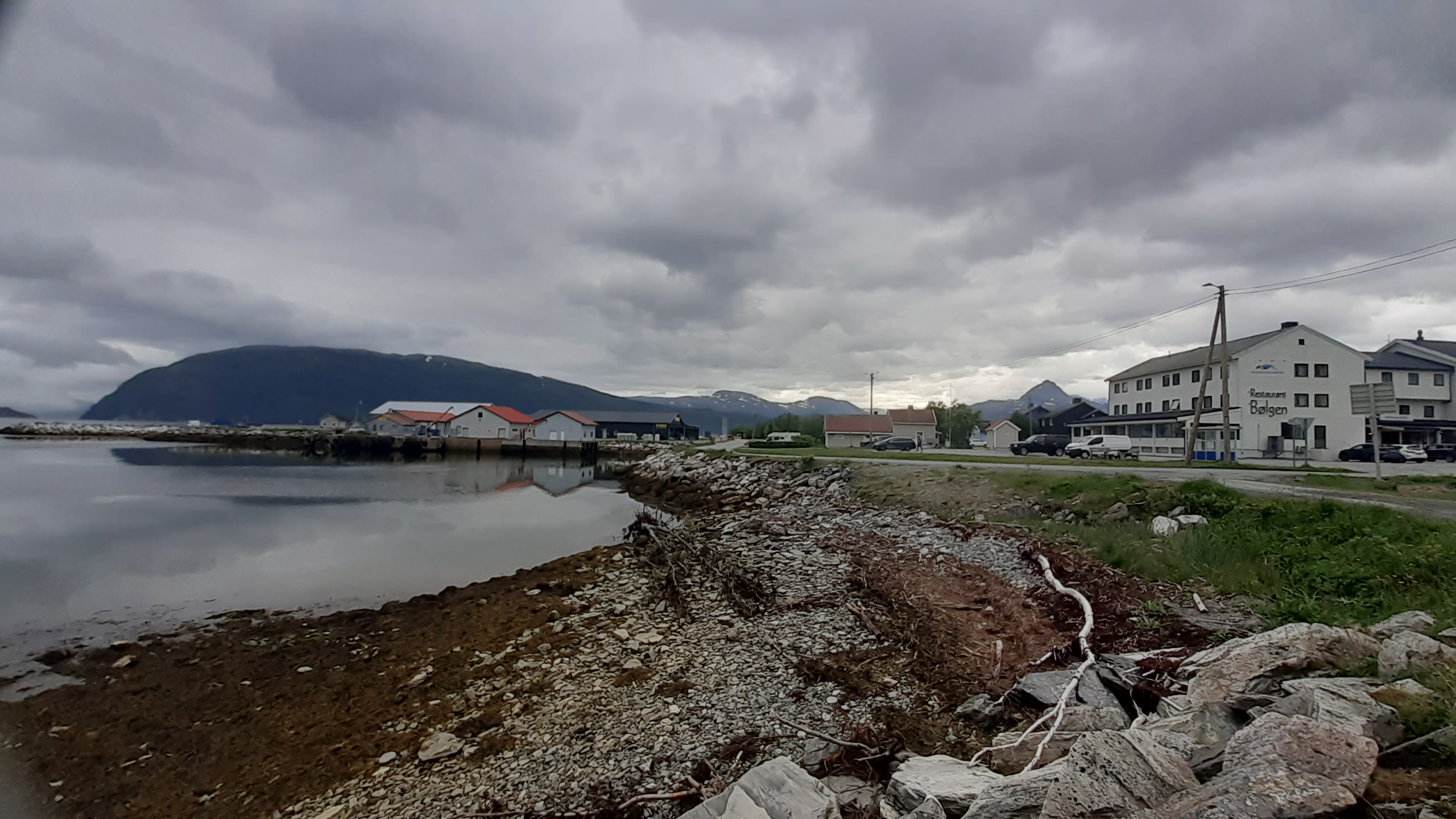
Vue depuis le port.
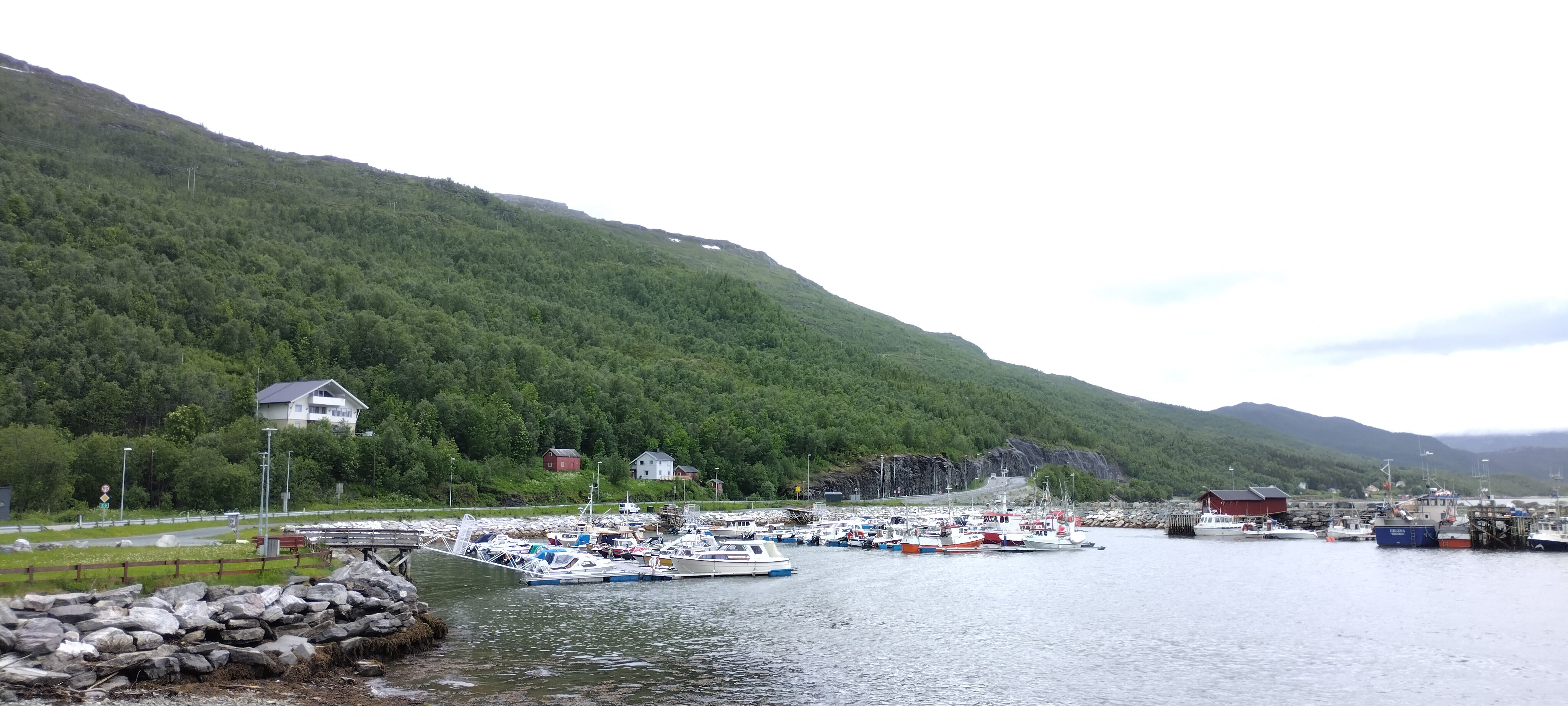
La route européenne 6 longe le port de Sørkjosen
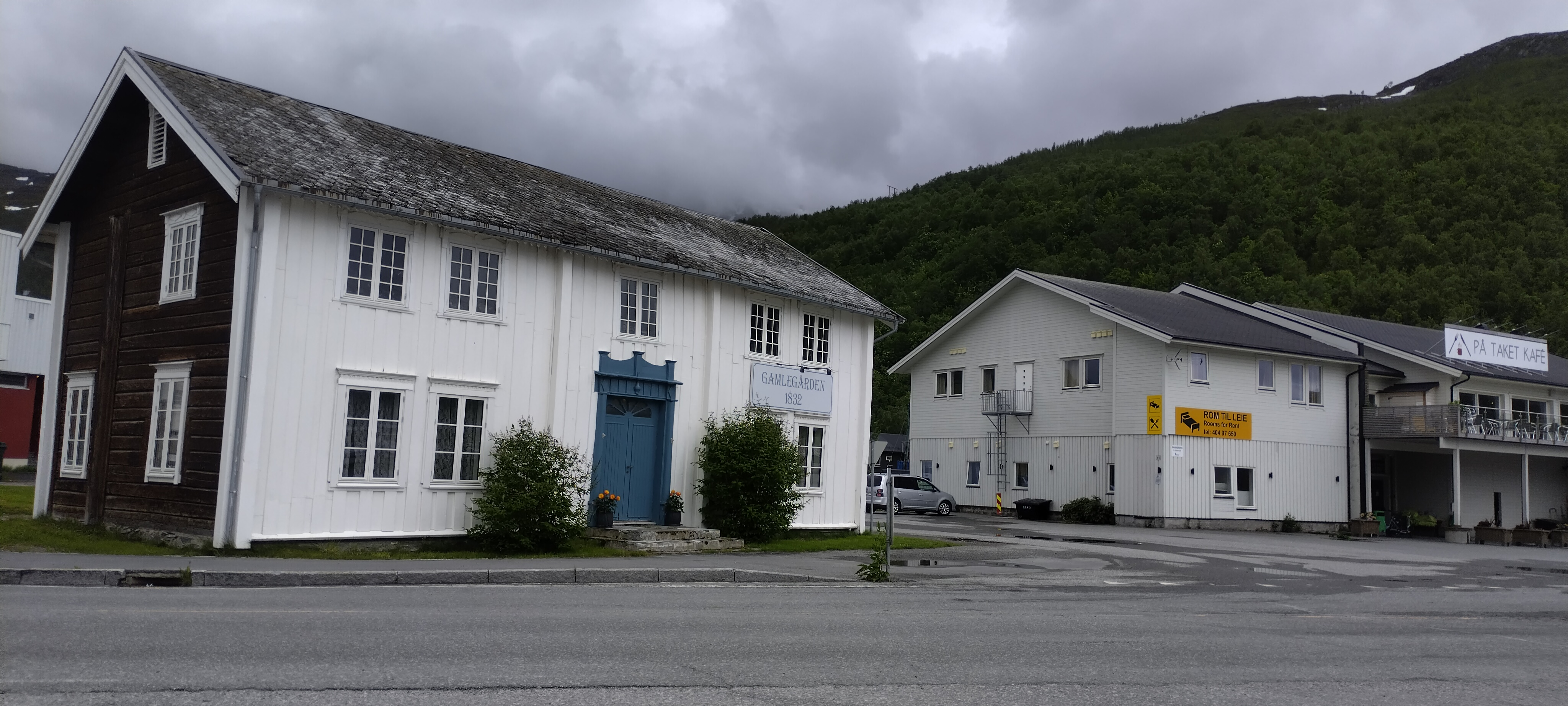
Ancien bâtiment commercial datant de 1832